# Каменногорка (Винницкий район)
Каменногорка (укр. Кам'яногірка) — село на Украине, находится в Винницком районе Винницкой области.
Код КОАТУУ — 0523185003. Население по переписи 2001 года составляет 291 человек. Почтовый индекс — 22615. Телефонный код — 4330.
Занимает площадь 1,079 км².

## Местная власть
22600, Винницкая область, Винницкий р-н, пгт Оратов, ул. Парковая, 14